# بریزبن ۵۲۷۷
سیارک ۵۲۷۷ (به انگلیسی: 5277 Brisbane، نامگذاری:1988DO) پنج هزار و دویست و هفتاد و هفتمین سیارک کشف شده‌است که در ۲۲ فوریه ۱۹۸۸ کشف شد.